# 비에른 그라나트
비에른 그라나트(Björn Granath, 1946년 4월 5일 ~ 2017년 2월 5일)는 스웨덴의 배우이다.

## 출연 작품
- 킹스맨: 골든 서클